# Rathaus Pritzwalk

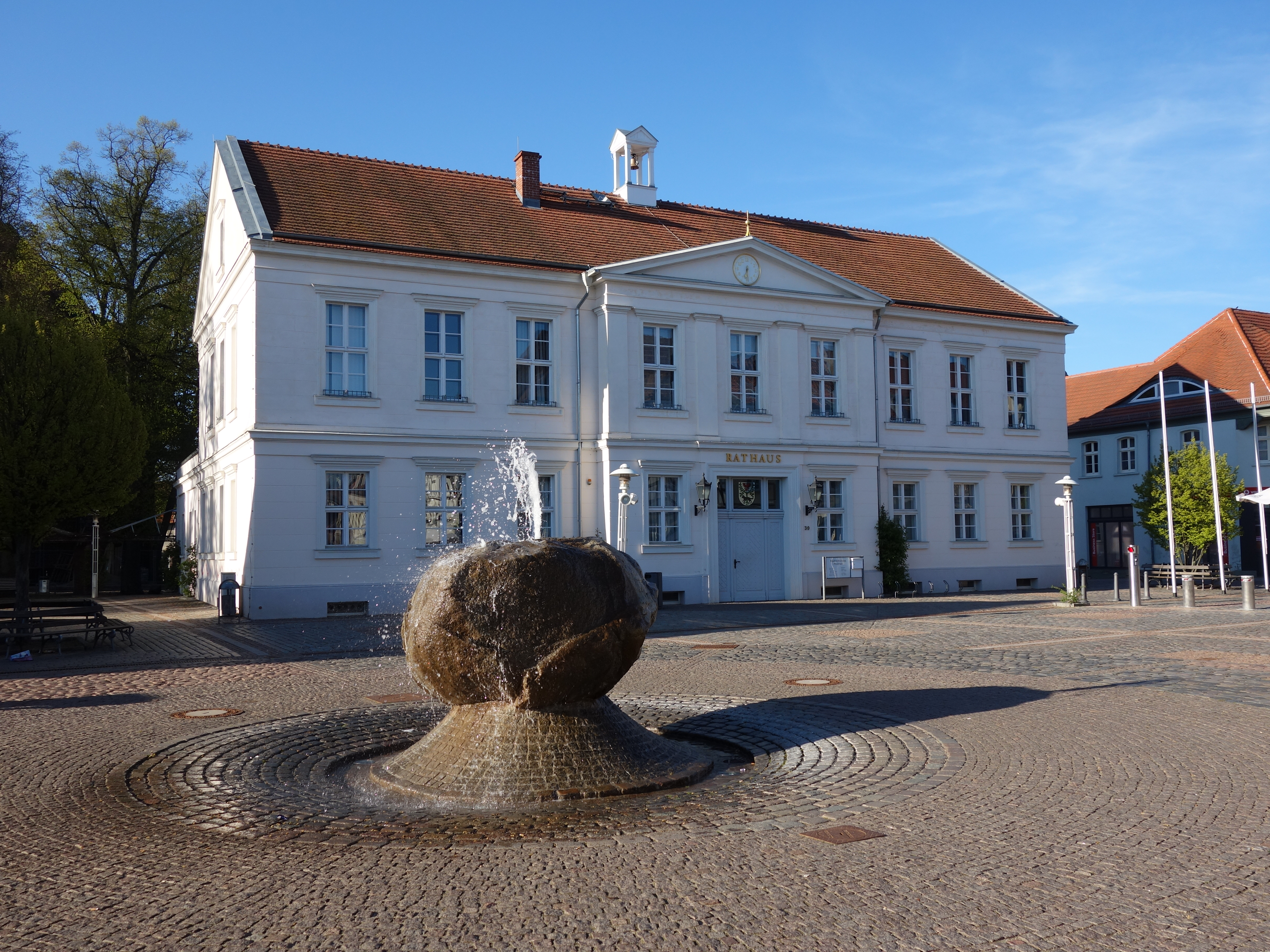
Rathaus und Marktplatz in Pritzwalk 2017

Das Rathaus Pritzwalk ist der traditionelle Hauptsitz der kommunalen Selbstverwaltung Pritzwalks seit der Zeit der Stadtgründung. Es hat mehrere Funktionsbauten gegeben. Das aktuelle Gebäude stammt aus dem Jahr 1826.

## Vorgängerrathäuser

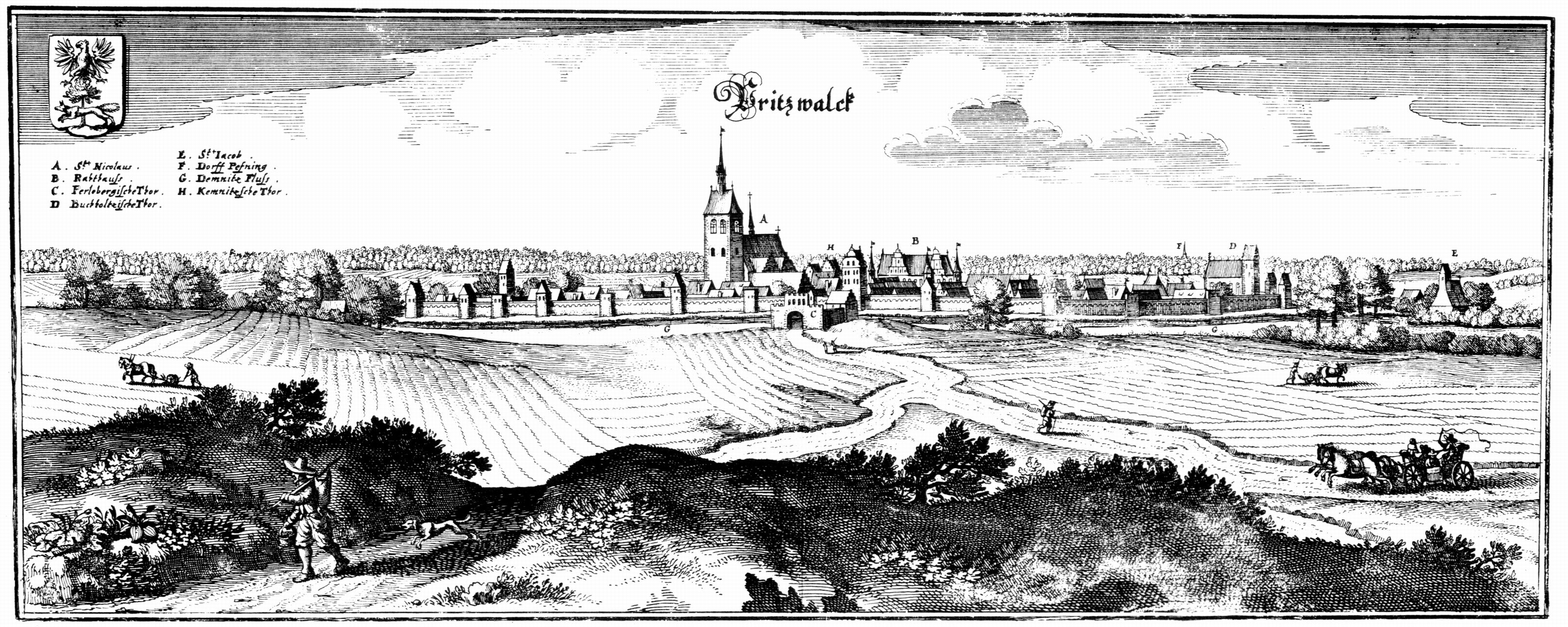
Das alte Rathaus ist unter dem Buchstaben „B“ abgebildet auf dem Kupferstich von Matthäus Merian von 1652.

Im Zuge der archäologischen Stadtkernforschung wurden 1995 in Pritzwalk Fundamentzüge des ältesten Rathauses aufgedeckt, dessen Bauzeit vorerst in das ausgehende 13. und das 14. Jahrhundert datiert wird.
Das ursprüngliche Rathaus überragte als Bau der bürgerlichen Selbstverwaltung das Ortsbild und war zugleich der Ausdruck des Stolzes und der Macht der Stadt. Der 1518 vom Berliner Baumeister Johann Rollen errichtete Bau hatte nach den Zerstörungen des Dreißigjährigen Krieges, vor allem nach dem Brand von 1642, wohl einige barocke Veränderungen erfahren. Archäologische Untersuchungen Mitte der 1990er Jahre ergaben, dass der Grundriss mit seinen je rund 30 Meter großen Seitenlängen seit dem Mittelalter weitgehend unverändert geblieben war. Südlich des Rathauses schloss sich zwischen Markt- und Bau-/Rossstraße der Marktplatz an. In einem Gebäude an dessen Südseite war die Hauptwache untergebracht.
Nach einer Beschreibung aus dem Jahr 1744 war der Bau massiv mit drei Gewölben übereinander versehen, gelb und weiß angestrichen, im zweiten Stock befanden sich unter anderem die Audienzstube, darunter der Ratskeller, unter diesem ein großer und kleiner gewölbter Keller. An der Nordseite führte ein Treppenturm, versehen mit einer Schlaguhr, in die oberen Etagen. Drei Türmchen prägten die Silhouette des Renaissancebaus. Im Rathaus befand sich neben den Magazinen der Garnison auch die Ratswaage. Ganz unten seien die Wohnungen der Ratsdiener und ein Verschlag der Feuerspritzen untergebracht gewesen.

## Rathausneubau
Die Brandkatastrophe vom 1. November 1821 legte das alte Pritzwalk mitsamt dem alten Rathaus in Schutt und Asche.
Der Wiederaufbau der öffentlichen Gebäude zog sich noch einige Jahre hin. Besonders dringend erschien der Bau einer neuen Schule und eines Rathauses. Mit dem Bau des Rathauses wurde erst 1826 begonnen. Der kleinere Rathausneubau nutzte die Fundamente des Vorgängerbaues nur teilweise. Es entstand ein in der Form einfach gehaltenes Gebäude im Stil des ausgehenden Klassizismus. Dabei handelte es sich zunächst ausschließlich um das 28 Meter lange Hauptgebäude mit vortretendem Mittelbau. Die Seitengebäude und der Innenhof des Rathauses entstanden erst zur Mitte des Jahrhunderts.